# San Vicente de Arévalo (kommunhuvudort)
San Vicente de Arévalo är en kommunhuvudort i Spanien.   Den ligger i provinsen Provincia de Ávila och regionen Kastilien och Leon, i den centrala delen av landet, 110 km nordväst om huvudstaden Madrid. San Vicente de Arévalo ligger 877 meter över havet och antalet invånare är 223.
Terrängen runt San Vicente de Arévalo är platt. Runt San Vicente de Arévalo är det ganska glesbefolkat, med 21 invånare per kvadratkilometer. Närmaste större samhälle är Arévalo, 12,5 km nordost om San Vicente de Arévalo. Trakten runt San Vicente de Arévalo består till största delen av jordbruksmark.